# إبرسباخ أن در فيلز
ابرزباخ أن در فيلز (بالألمانية: Ebersbach an der Fils) هي بلدة، مدينة وبلدة ألمانية تقع في ألمانيا في بادن-فورتمبيرغ. يقدر عدد سكانها بـ 15,729 نسمة .

## المدن التوأمة
مدن Bourg-lès-Valence وإبرسباخ-نويغرسدورف هي مدن توأمة لـابرزباخ آن در فيلز.

## أعلام
- كارل شتاين